# Jooseppi Mustakallio
Jooseppi Mustakallio, ursprungligen Schwartzberg, född 18 juli 1857 i Säräisniemi, död 20 april 1923 i Parikkala, var en finländsk poet, sångtextförfattare och präst. Hans mest kända dikt är Iltalaulu. Han var far till Martti J. Mustakallio.
Mustakallios föräldrar var prästen Henrik Schwartzberg och Laura Katarina Stenbäck.
Mustakallio blev student vid Kuopios lyceum 1878 och blev filosofie kandidat 1883. Han gifte sig 1886 med Agnes Selma Helena Lampén.
Mustakallio var lärare i religion och finska i Björneborg. År 1889 vigdes han till präst. Därefter var han lektor i Nyslott och Kuopio. 
Han arbetade för Finska missionsföreningen från och med 1897 och var dess chef från 1898 till 1913.
Han var kyrkoherde i Viborgs landsförsamling från 1913 till 1919.